# ジダーノフ批判

アンドレイ・ジダーノフ

ジダーノフ批判（ジダーノフひはん）は、1948年2月10日に公にされた、ソビエト連邦共産党中央委員会による文化、芸術に対するイデオロギーの統制である。この批判を推し進めた人物、中央委員会書記アンドレイ・ジダーノフにちなむ。1958年5月28日に宣言が解除されるまでの10年間について、旧ソ連では俗に「ジダーノフシナ（Zhdanovshchna, ジダーノフ時代）」として知られている。ヨシフ・スターリンの死まで有効とされた。
ニキータ・フルシチョフによるスターリンへの批判である『スターリン批判』を連想させるが、こちらは「ジダーノフに対する批判」ではなく、「ジダーノフによる批判」である。

## 音楽
形式上は、ヴァノ・ムラデリのオペラ『偉大なる友情』への非難を目的としたものであった。しかしこのオペラは「形式主義」であったどころか、むしろ聴衆の間では大人気であった。そもそも非難の発端は、このオペラがカフカス地方を舞台として戦争を描いており、その描写にスターリンが激怒したことにあったとされる。ジダーノフがこの機に乗じて、社会主義リアリズム路線に反すると見なしうる、より抽象的で晦渋な作風の作曲家をまとめて糾弾するために、ことさらムラデリへの非難を仕掛けたというのが、ジダーノフ批判の実態であった。
後に、プロコフィエフ、ミャスコフスキー、ハチャトゥリアン、カバレフスキーら、ソ連国内の多くの作曲家が批判の対象となった。中でも真の攻撃対象はショスタコーヴィチで、その他は目くらましのために言及されたという可能性も指摘されている。この宣言は翌年4月に、ソ連作曲家連盟の特別会議において追認され、攻撃された側の多くは、自己批判を公にすることを余儀なくされた。

## 文学
ソ連文壇ではいち早く1946年に、諷刺作家ミハイル・ゾーシェンコと詩人アンナ・アフマートワに対して同様の攻撃がなされた。

## 関連文献
- 『党と文化問題』（国民文庫、除村吉太郎、蔵原惟人訳、1954年）＝ジダーノフの演説などを収録